# C90-CR (M3)
Instalaza C90 — це 90-мм одноразовий реактивний гранатомет (РПГ), вогонь з якого ведеться з плеча і керується однією людиною. Також може бути оснащений пристроєм нічного бачення VN38-C для повноцінного нічного застосування. Використовується як зброя піхотного типу, і відповідно до ствердженням виробника це «найлегша система піхотної зброї у своєму класі».

## Варіанти
Наступні варіанти виробництва Instalaza:
- C-90-CR (M3) і C-90-CR-RB (M3) — оснащені боєголовкою з порожнистим зарядом різних типів. Має бронепробивність 400 мм
- C-90-CR-AM (M3) — також має головну форму заряду, але зі спеціальним корпусом, що забезпечує протипіхотну осколкову дію
- C-90-CR-FIM (M3) — містить більше 1,3 кг червоного фосфорного компоненту, що викликає запальний ефект і дим.
- C-90-CR-BK (M3) — має тандемний попередник боєголовки для протибункерних/будівельних укріплень. Боєголовка пробиває стіни і проходить крізь стіну, перш ніж вибухне всередині.
- C-90-CR-IN (M3) — навчальна модель з інертною бойовою частиною.

## Оператори
- Колумбія
- Еквадор
- Сальвадор
- Естонія[9]
- Індонезія
- Індія
- Бруней
- Малайзія
- Італія
- Саудівська Аравія
- Іспанія
- Кувейт
- Україна — на тлі російського вторгнення в Україну 2022 року, влада Іспанії ухвалила рішення відправити для ЗСУ 1370 одиниць протитанкових гранатометів[10].